# Buda (gmina w Rumunii)
Buda – gmina w Rumunii, w okręgu Buzău. Obejmuje miejscowości Buda, Alexandru Odobescu, Dănulești, Mucești-Dănulești, Spidele, Toropălești i Valea Largă. W 2011 roku liczyła 2870 mieszkańców.